# توم إيدنز
توم إيدنز (بالإنجليزية: Tom Edens)‏ هو لاعب كرة قاعدة أمريكي، ولد في 9 يونيو 1961 في أونتاريو في الولايات المتحدة.

## وصلات خارجية
- توم إيدنز على موقع دوري كرة القاعدة الرئيسي (الإنجليزية)
- توم إيدنز على موقعبيزبول رفرنس.كوم (الدوري الرئيسي) (الإنجليزية)
- توم إيدنز على موقعبيزبول رفرنس.كوم (الدوري الثانوي) (الإنجليزية)
- توم إيدنز على موقع إي إس بي إن.كوم (أم.أل.بي) (الإنجليزية)
- توم إيدنز على موقع مشجعي الرسوم البيانية (الإنجليزية)